# Sister Nancy
Sister Nancy, auch bekannt als Muma Nancy (* 2. Januar 1962 als Ophlin Russell-Myers in Kingston, Jamaika), ist der Künstlername von Ophlin Russell-Myers. Sie gilt als der weltweit erste weibliche Dancehall-Deejay und war für über zwei Jahrzehnte die dominierende weibliche Stimme der Dancehall-Szene. Ihr erfolgreichster Song Bam Bam erhielt Auszeichnungen von der BBC und vom Observer.

## Biografie
Sister Nancy ist als eines von fünfzehn Geschwistern aufgewachsen. Ihr älterer Bruder Robert erlangte unter dem Künstlernamen Brigadier Jerry ebenfalls Ruhm als Dancehall-Deejay.
Während ihrer Teenager-Zeit versuchte sie sich des Öfteren bei verschiedenen Soundsystemen in Kingston als Deejay, bis der Produzent Winston Riley Sister Nancy im Jahr 1980 entdeckte und mit in sein Studio für Probeaufnahmen mitnahm. Daraus entstand ihre erste Single mit dem Namen „Papa Dean“. Diese wurde ein großer Erfolg in Jamaika. Nachdem sie durch die Veröffentlichung bekannt geworden war, bekam Sister Nancy als erste weiblicher Dancehall-Deejay eine Einladung zum Reggae Sunsplash, dem größten Festival für Dancehall und Reggae der Welt, das weltweit übertragen wurde. Dadurch erlangte sie auch internationale Bekanntheit. Nach weiteren Produktionen und zusammenarbeiten mit bekannten Künstlern wie Yellowman, mit dem sie zusammen mit dem Deejay Fathead das Album "The Yellow, The Purple And The Nancy" auf Greensleeves Records veröffentlichte, erschien 1982 ihr Debütalbum "One, Two" auf dem Label Techniques Records, welches von Winston Riley produziert wurde. Auf dem Album befand sich auch der zuvor als Single erschienene Hit "Bam Bam". Auf Live-Konzerten trat sie oft mit ihrem Bruder und dessen Soundsystem Jahlove Music Sound System. Mit ihm ging sie auch zusammen auf ihre erste Europa-Tournee, wo sie unter anderen ein von Kritikern hochgelobtes Konzert in der Brixton Town Hall in London bestritten. 1996 zog Sister Nancy nach New Jersey in die Vereinigten Staaten. Hauptberuflich arbeitet sie im Bankensektor. In einem Interview im Jahr 2002 erzählte sie, dass trotz ihres Berufs die Musik bei ihr an erster Stelle stehe ("music is first love"). 2006 arbeitete Sister Nancy mit dem kanadischen Produzenten Rcola zusammen und brachte eine Drum-’n’-Bass-Version ihres Songs "Bam Bam" heraus. Der Song wurde auch im Film Belly und in dem Videospiel Skate verwendet. Im Jahr 2007 erschien das dritte Album mit dem Namen "Sister Nancy Meets Fireproof" welches von djMush1 abgemixt wurde, auf dem Label Special Potato Records erschien. djMush1 produziert auch die Songs von der New Yorker Ska-Band The Slackers. Im selben Jahr erhielt Sister Nancy vom BBC und der Zeitung The Observer Auszeichnungen für ihren frühen Hit "Bam Bam".
Sister Nancy ist seit den frühen Achtzigern verheiratet und hat eine Tochter die 1987 geboren wurde. Sie lebt mit ihrer Familie in New Jersey, wo sie als Bankkauffrau arbeitet.

## Diskografie
Songs auf Riddim-Veröffentlichungen und Compilations wurden nicht berücksichtigt.

### Alben
- 1982: One, Two – (Techniques Records)
- 1982: The Yellow, The Purple And The Nancy (feat. Yellowman, Fathead & Purpleman) – (Greensleeves Records)
- 2007: Sister Nancy Meets Fireproof – (Special Potato Records)

### Singles
| - 1980: Papa Dean (Techniques Records) - 1980: Gwan A School (Techniques Records) - 1981: Armageddeon – (Techniques Records) - 1981: Ain’t No Stopping Nancy (Techniques Records) - 1981: Bam Bam (Techniques Records) (UK: Silber) - 1981: Coward Of The Country (Techniques Records) - 1982: Transport Connection (Techniques Records) - 1982: Ball A Roll (Greensleeves Records) - 1982: Chalice / Dance Pon The Corner (Jah Guidance) - 1982: Only Woman DJ With Degree (Techniques Records) - 1982: Proud A We (Techniques Records) - 1982: A No Any Man Can Test Sister Nancy (Volcano) - 1982: Dance Pon The Corner (Volcano) - 1982: Bang Belly (Volcano) - 1982: Sister Nancy Wants To Dance With Me (Arrival) - 1983: Pigeon Rock (Techniques Records) - 1983: Talk An Mis (Shining Star) - 1984: Spread Rumours (White Label) - 1984: Bloodstain (White Label) | - 1984: Roof Over Mi Head (Techniques Records) - 1991: Ram Dance Daughter (Shocking Vibes) - 1991: Come Stronger (Shocking Vibes) - 1991: Dun ’n’ Pu-Dun (Digital B) - 1991: Tour The World (Parish) - 1991: Come Stronger (Shocking Vibes) - 1992: Deh Yah Long Time (Digital B) - 1992: I Love Jah (Jammy’s) - 1992: Lyrics Inna Me (Mr Tipsy) - 1992: Wicked Like A Me (Mr Tipsy) - 1993: Raggamuffin (Firehouse Crew) - 1994: Can’t Stop Now (African Star) - 1995: Mek A Speech (Firehouse Crew) - 1997: Watch & Pray (Ranking Joe Music) - 2000: Concentration Camp (Stylin Records Inc.) - 2000: Love Sweet Love (Stylin Records Inc.) - 2000: Solid Shocking (Shocking Vibes) - 2007: A What A Bam Bam (Remixes) (Royal Crown) |

## Zusammenarbeit mit anderen Künstlern
- 1982: Jah Mek Us Fe A Purpose (feat. Yellowman) – Volcano
- 1982: King & Queen (feat. Yellowman) – (Amco)
- 1984: Bloodstain (feat. Yellowman) – (White Label)
- 2005: Little More Oil (feat. DJ Rupture & Kid 606) – Soul Jazz Records
- 2006: Informer Super Star Mix (feat.Lady Ann & Sister Carol) – (Kaya Greensleeves)
- 2006: Bam Bam Drum & Bass Version (feat. RCola) – Unbekannt
- 2007: Bam Bam (Dubstep Remix) – White Label